# Confine tra Guinea e Liberia
Il confine tra la Guinea e la Liberia ha una lunghezza di 590 km e va dal triplice confine con la Sierra Leone a ovest al triplice confine con la Costa d'Avorio a est.

## Descrizione
Il confine inizia a ovest al triplice confine con la Sierra Leone sul fiume Makona, seguendolo verso est prima di proseguire via terra a sud-est attraverso una serie di linee molto irregolari. Una volta raggiunta il fiume Diani / Nianda lo percorre verso sud, prima di girare verso est. Procede quindi in questa direzione attraverso una serie di sezioni terrestri e fluviali (come il Djoule e Mani), virando a nord-est e poi infine a sud-est fino al triplice confine ivoriano sul monte Nuon nella catena del Nimba.

## Storia
La Liberia venne fondata come colonia per gli schiavi americani liberati nel 1822; vari insediamenti furono fondati lungo la costa negli anni successivi, con la maggior parte di essi che si unirono per creare la Repubblica di Liberia nel 1847 (la Repubblica del Maryland si unì più tardi nel 1857). La Francia si interessò anche alla costa dell'Africa occidentale, stabilendosi nella regione dell'attuale Senegal nel XVII secolo e successivamente annettendo la costa di quella che oggi è la Guinea alla fine del XIX secolo come colonia Rivières du Sud. L'area venne ribattezzata Guinea francese nel 1893 che successivamente fu inclusa nella colonia dell'Africa Occidentale Francese.
Quando l'entroterra africano iniziò a essere suddiviso durante la Spartizione dell'Africa nel 1880, Francia e Liberia firmarono un trattato di confine l'8 dicembre 1892 per delineare i rispettivi limiti territoriali (per la Francia, questo trattato copriva quella che sarebbe poi diventata la Costa d'Avorio come così come la Guinea). Il trattato, per la Liberia, utilizzava delle linee rette ed era più a nord della linea attuale. Le difficoltà nel delimitare questo confine sul terreno portarono Francia e Liberia a concludere un altro trattato il 18 settembre 1907, confermato nel gennaio 1911, che lo spostò a sud nella sua posizione attuale. Nel frattempo, un trattato anglo-liberiano concluso nello stesso periodo spostò leggermente il territorio della Sierra Leone verso est, spostando così anche il triplice confine con la Guinea. Il confine tra Guinea e Liberia è stato successivamente delimitato sul terreno dal 1926 al 1929.
La Guinea francese ottenne l'indipendenza nel 1958 e il confine divenne quindi condiviso tra due stati sovrani. Entrambi gli stati confermarono il riconoscimento e il rispetto del confine esistente nel 1960. La regione di confine è diventata instabile negli anni '90 e nei primi anni 2000 a causa delle guerre civili liberiane.

## Insediamenti vicino al confine

### Guinea
- Guéckédou
- Boboueloua

### Liberia
- Voinjama
- Gbangoi
- Golu
- Gbalatuai
- Shankpalai
- Gahnoa
- Yekepa